# 松本虎吉
松本 虎吉（まつもと とらきち、1890年 - 1973年2月10日）は、日本の実業家。日本で初めて『ゴルフ競技規則』(1923)を刊行し、後に日本ゴルフ界の発展に貢献した人物である。

## 略歴
- 公爵：松方正義の十三男として生まれ、後に松本重太郎の養子となる。

## 家族親族
- 父：松方正義 - 第4・6代内閣総理大臣
- 養父：松本重太郎
- 妻：稲畑勝太郎の次女鞠子（????年 - 1989年10月19日）
- 長女：澄子（????年 - ????年） - 篠原研三と結婚
- 長男：松本重一郎（????年12月8日 - 2000年5月19日）
- 次女：恵美子（????年 - ????年） - 齋藤金一郎と結婚
- 三女：富美子（????年 - ????年） - 由利吉郎と結婚
- 四女：義子（????年 - ????年） - 佐々木欽也と結婚
- 次男：松本錦治（????年 - 1990年1月28日）
- 三男：松本三郎（????年 - ????年）